# La Soledad, Tampacán
La Soledad är en ort i Mexiko.   Den ligger i kommunen Tampacán och delstaten San Luis Potosí, i den sydöstra delen av landet, 220 km norr om huvudstaden Mexico City. La Soledad ligger 157 meter över havet och antalet invånare är 600.
Terrängen runt La Soledad är kuperad åt sydost, men åt nordväst är den platt. Runt La Soledad är det ganska tätbefolkat, med 80 invånare per kvadratkilometer. Närmaste större samhälle är Tampacan, 1,2 km norr om La Soledad. I omgivningarna runt La Soledad växer huvudsakligen savannskog.